# Weishi (Kaifeng)
Weishi  (en chino, 尉氏; pinyin, Wèishì) es un condado  bajo la administración directa de la Prefectura Kaifeng en la Provincia de Henan, República Popular China.  Su área es de 1297 km² y su población total para 2010 superó los 870 mil habitantes. 

## Administración
Desde enero de 2025, el  Condado Weishi  se divide en 15 pueblos que se administran en 1 subdistrito,  9 poblados y 5 villas.

## Toponimia
Durante el Período de Primavera y Otoño, este lugar constituía la frontera oriental del Estado Zheng , y era una cárcel para prisioneros que aún no habían sido sentenciados. El Estado Zheng designó a un alto funcionario, "Wei Shi", como oficial de la prisión, y este lugar era su feudo. Por lo tanto, recibió el nombre de Wei Shi, en honor al apellido del alto funcionario. En el año 219 aC, se fundó el Condado Weishi, bajo el control de la Comandancia Sanchuan (三川郡).